# Rita Júdice
Rita Fragoso de Rhodes Alarcão Júdice de Abreu e Mota, née le 8 décembre 1973 dans la paroisse de Sé Nova à Coimbra, est une avocate et une femme politique portugaise.
Elle est élue députée à l'Assemblée de la République en 2024 pour la circonscription de Coimbra. Elle est ministre de la Justice depuis 2024, dans le XXIVe gouvernement constitutionnel, dirigé par Luís Montenegro.

## Biographie
Elle est diplômée en droit de l'Université catholique portugaise, École de Lisbonne (1997). De 2013 à 2023, elle est associée au cabinet d'avocats PLMJ, fondé par son père, José Miguel Júdice, où elle est co-coordinatrice du domaine Immobilier et Tourisme.
Entre 1998 et 2023, elle travaille comme avocate dans le domaine du droit immobilier, également chez PLMJ. Elle est membre du comité exécutif de l'Urban Land Institute (ULI) Portugal et associée de Women in Real Estate (WIRE Portugal).